# Polregio

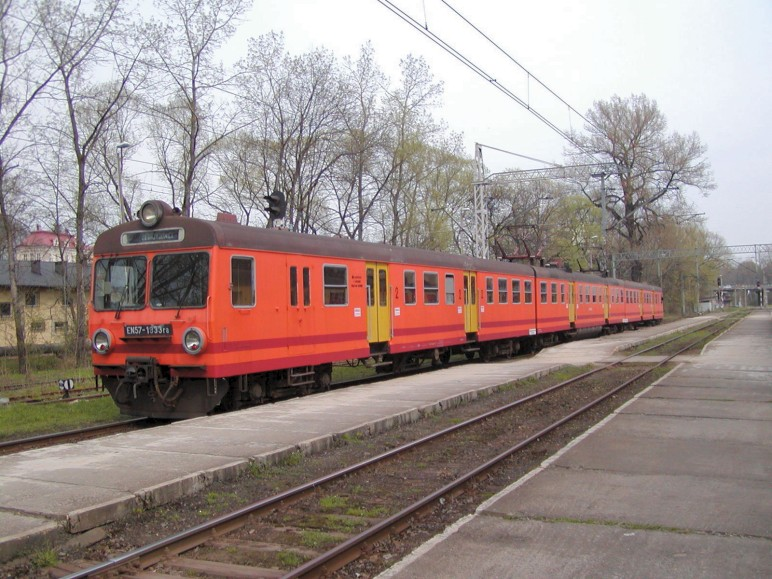
Jednotka EN57-1933 v Těšíně

POLREGIO S.A., do 23. ledna 2020 Przewozy Regionalne Sp. z o. o. (společnost s ručením omezeným) (VKM: PREG), dříve PKP Przewozy Regionalne Sp. z o. o. (VKM: PKPPR), je polský železniční dopravce, který provozuje osobní regionální i dálkovou dopravu. Od konce roku 2016 společnost vystupovala pod marketingovou značkou POLREGIO, i když byl oficiální název stále Przewozy Regionalne.

## Vznik společnosti
Firma vznikla v roce 2001 v rámci transformace státních drah Polskie Koleje Państwowe (PKP). Převzala tak většinu aktivit PKP v přepravě osob. Mimo Przewozy Regionalne tak zůstal pouze provoz expresních vlaků (vyčleněn do PKP Intercity), provoz na příměstských tratích Warszawska Kolej Dojazdowa (předměstí Varšavy) a Szybka Kolej Miejska (Trojměstí) a také doprava na některých marginálních úzkorozchodných tratích, který byl vyčleněn zcela mimo Skupinu PKP (Grupa PKP).

## Vývoj přeprav
I po vzniku Przewozy Regionalne pokračoval trend neustálého úbytku přepravených cestujících, který se zvýšil také převzetím některých spojů sesterskou společností PKP Intercity a vznikem firmy Koleje Mazowieckie, která od Przewozy Regionalne převzala regionální dopravu v Mazovském vojvodství. V roce 2005 tak Przewozy Regionalne přepravily 82 041 tisíc cestujících při přepravním výkonu 5 767 500 oskm.
Při vyčlenění ze Skupiny PKP a převodu vlastnických podílů na jednotlivá vojvodství byly z působnosti PR vyvedeny i rychlíky provozované mezi vojvodstvími, které dostala na starost PKP Intercity a které byly podle představitelů PR ziskové. Firma proto přišla s konceptem InterRegio, ve kterém pomocí jednotek a vozů určených pro příměstskou dopravu přímo konkurovala rychlíkům PKP IC.

## Vozidla

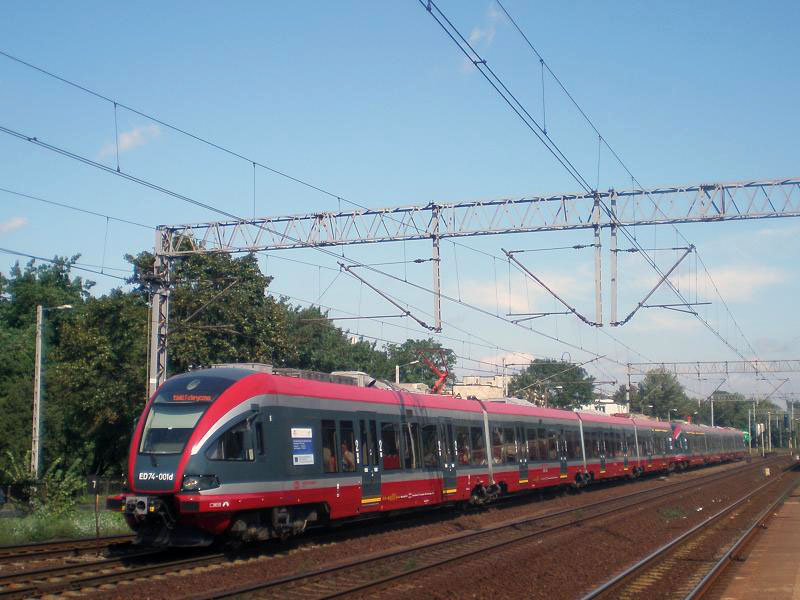
Vlak složený z jednotek řady ED74 PKP Przewozy Regionalne

Při svém vzniku společnost získala rozsáhlý park osobních vozů, elektrických jednotek a několik kusů motorových vozů. Protože však do svého majetku nezískala žádné lokomotivy, pronajímala si je smluvně od PKP Cargo včetně strojvedoucích. Strojvedoucí od PKP Cargo si najímala i na obsluhu všech vlastních vozidel.
Dlouhodobě ztrátové Przewozy Regionalne neměly dostatek financí na nákup provozně výhodných motorových vozů. Tento nedostatek se snažila kompenzovat jednotlivá vojvodství, která kupovala nové či starší motorová vozy a poté je firmě pronajímala.
K průlomu ve vlastnictví lokomotiv došlo v roce 2006, kdy Przewozy Regionalne zakoupily od PKP Cargo 74 kusů nepojízdných elektrických lokomotiv řad EU07 a EP07, o které však při vyčlenění ze Skupiny PKP opět přišly. Jelikož jim PKP Cargo pronajímalo pro osobní výkony nevhodné stroje řady ET22 (zatímco vhodnější řada EU07 jezdila na nákladních vlacích), řešily tuto situaci tím, že si v letech 2009 a 2010 pronajímaly postupně stroje typů Bombardier TRAXX F140 MS a Siemens ES 64 F4 různých leasingových společností.
V roce 2011 koupily od PKP IC pět lokomotiv EU07 a jednu EP07, v roce 2012 pak dalších pět lokomotiv EU07.

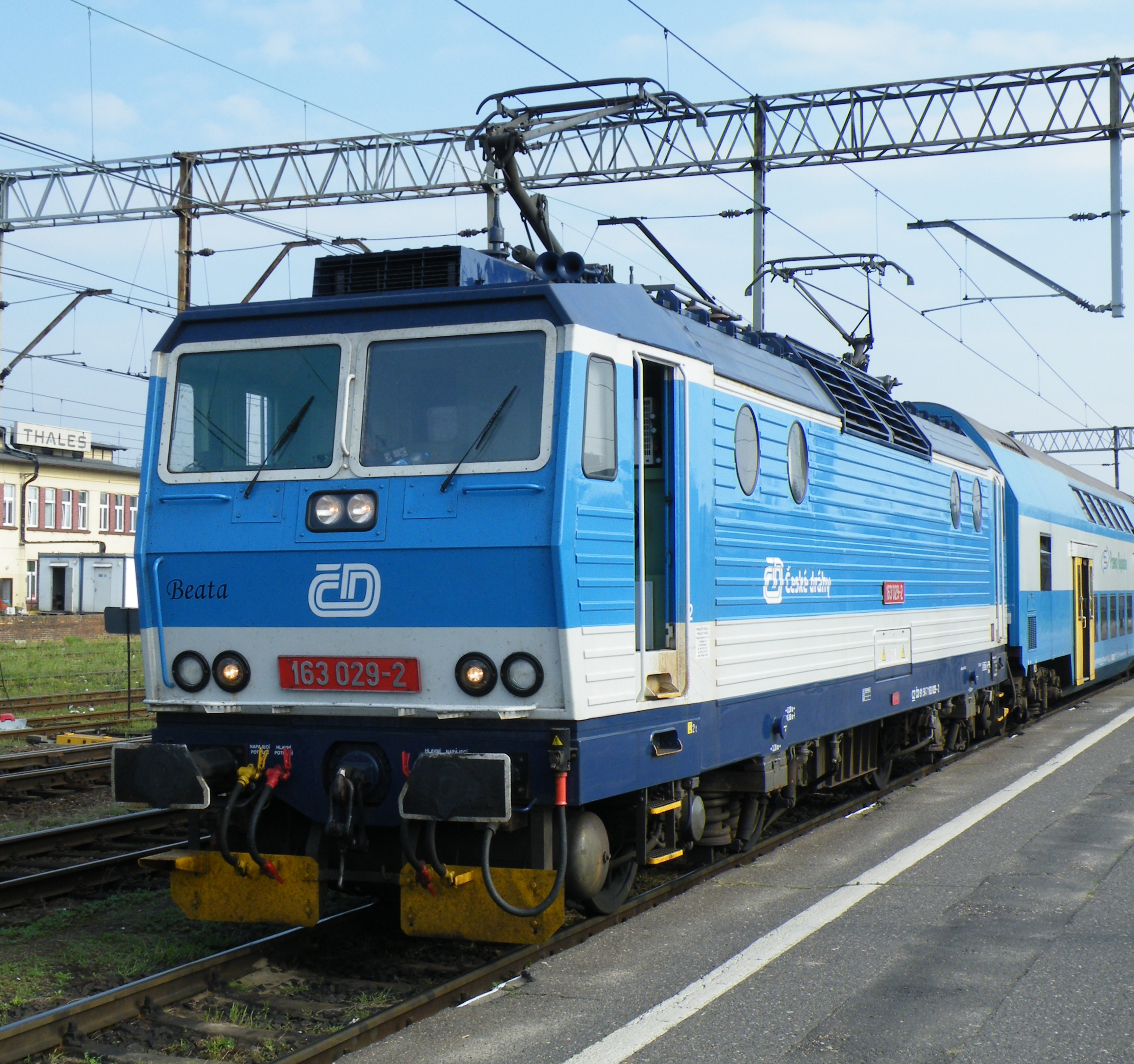
Lokomotiva 163 v Poznani

V letech 2012–2015 měla společnost pronajatých 10 lokomotiv řady 163 od Českých drah, které byly následně vráceny zpět do ČR a některé poté prodány nákladnímu dopravci ČD Cargo.